# سانویسین
سانویسین (به ولزی: Llanfyllin) () یک شهرک در ولز است که در پویس واقع شده‌است. سانویسین ۱٬۵۳۲ نفر جمعیت دارد.

## نگارخانه

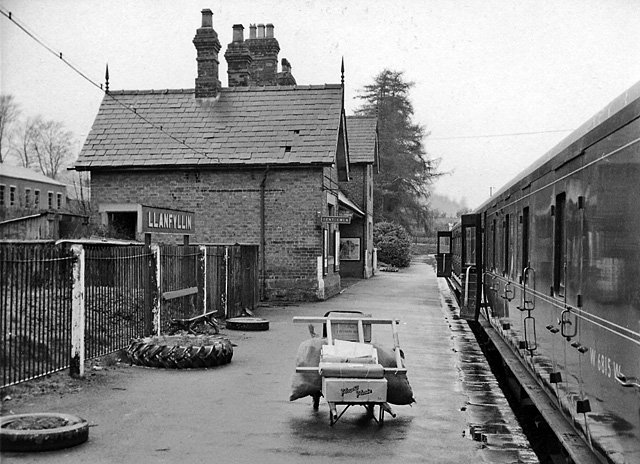
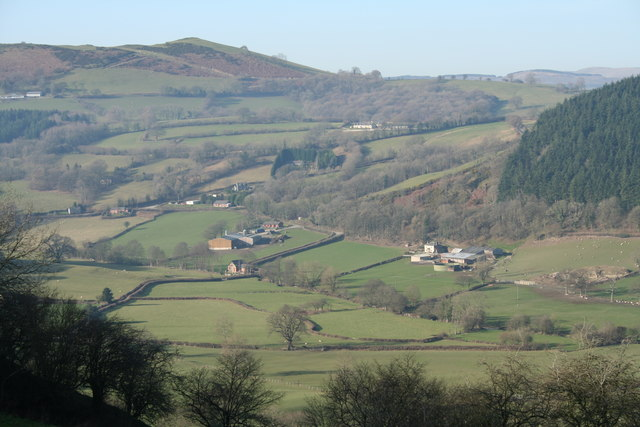
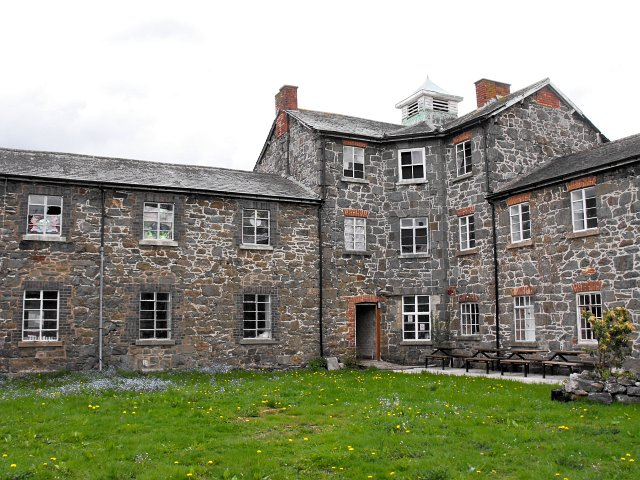
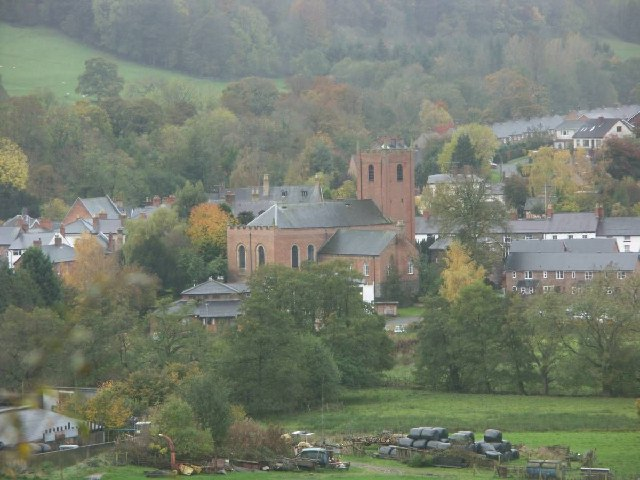
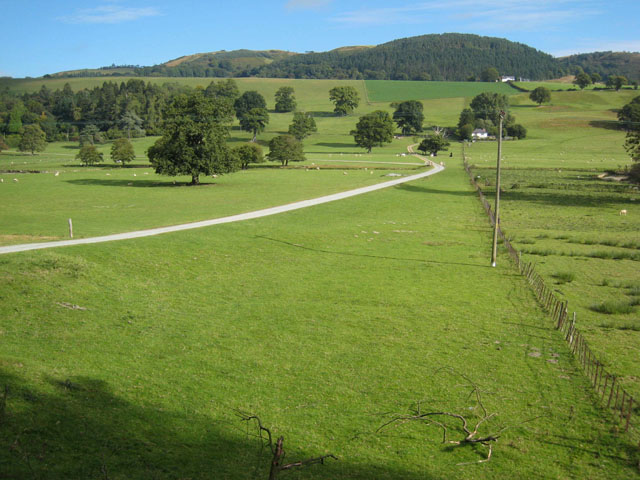